# Gemani tetraclorua
Germani tetrachloride là một hợp chất vô cơ có công thức hóa học GeCl4. Chất lỏng không màu, bốc khói có mùi thơm đặc biệt, có tính axit này được sử dụng như một chất trung gian trong sản xuất kim loại germani tinh khiết. Trong những năm gần đây, sử dụng GeCl4 đã tăng đáng kể do sử dụng nó như là một chất cho việc sản xuất sợi quang.

## Sản xuất
Hầu hết việc sản xuất germani là từ việc xử lý các bụi khói của các nhà máy luyện kim kẽm và đồng, mặc dù một nguồn đáng kể cũng được tìm thấy trong tro từ việc đốt cháy một số loại than gọi là vitrain. Germani tetrachloride là một chất trung gian để tinh chế kim loại germani hoặc oxit của nó, GeO2.
Germani tetrachloride có thể được tạo ra trực tiếp bằng cách hòa tan germani dioxide trong dung dịch axit clohydric. Các hỗn hợp kết quả được chưng cất theo phân đoạn để làm sạch và tách riêng germani tetrachloride từ các sản phẩm và tạp chất khác. GeCl4 có thể được thủy phân bằng nước ion hóa để sản xuất GeO2 tinh khiết, sau đó được khử dưới hydro để sản xuất kim loại germani.